# (5222) Ioffe
(5222) Ioffe est un astéroïde de la ceinture principale découvert le 11 octobre 1980 par l'astronome soviétique/russe Nikolaï Tchernykh le 11 octobre 1980 à Naoutchnyï. Sa désignation provisoire était 1980 TL13.

## Caractéristiques
Il fait partie du groupe de Pallas.